# Luquembo
Luquembo és un municipi de la província de Malanje. Té una extensió de 10.971 km² i 51.647 habitants. Comprèn les comunes de Dombo, Kapunda, Kimbango, Luquembo i Rimba. Limita al nord amb els municipis de Cangandala i Cambundi Catembo, a l'est amb els de Quirima i Xá-Muteba, al sud amb els de Cuemba i Camacupa, i a l'oest amb els de Nharea, Andulo i Mussende.